# BF504-506

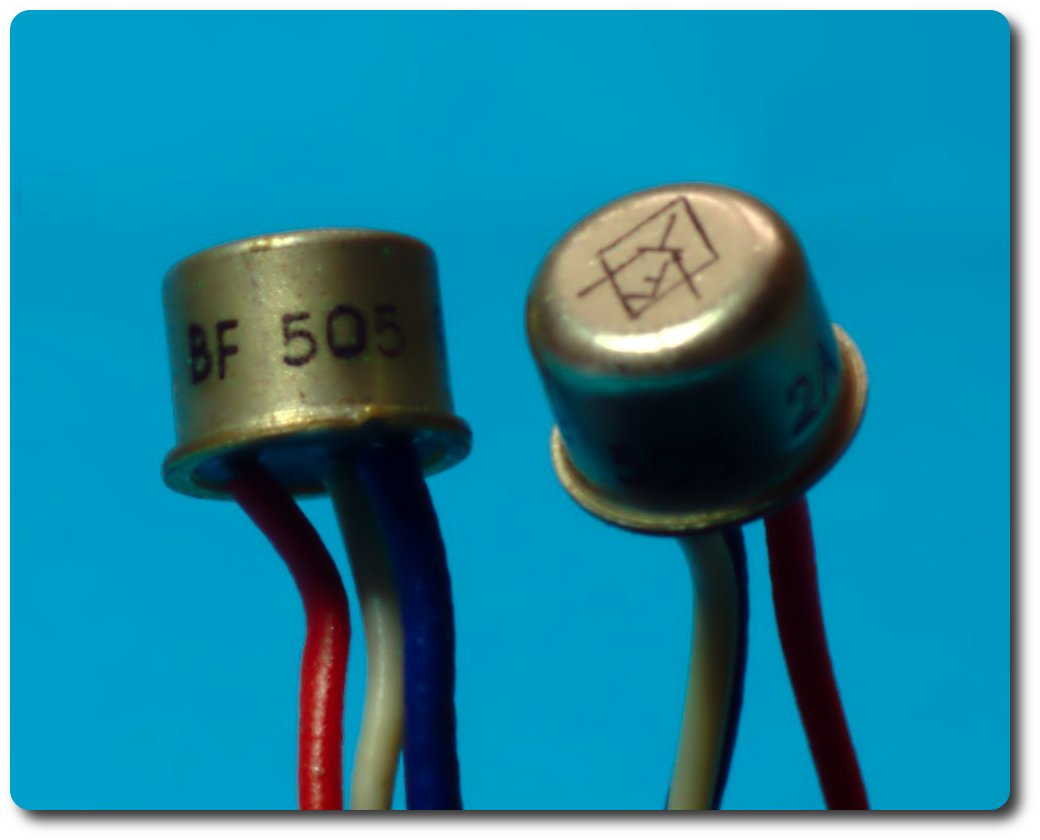
Tranzystory BF505 fabryki Tewa

Seria BF504-506 – tranzystory małej mocy, wielkiej częstotliwości, pierwsze produkowane w Polsce tranzystory krzemowe i pierwsze typu npn.

## Historia
Produkcję seryjną tranzystorów serii BF504-BF506 rozpoczęła Fabryka Półprzewodników Tewa w roku 1967. Tranzystory krzemowe mesa były zapowiadane w różnych publikacjach i katalogach od początku lat 60, a gdy weszły do produkcji były już przestarzałe i bardzo szybko zostały wyparte przez nowocześniejsze tranzystory planarne (BF519-BF521 i BC527-BC528). Umieszczano je w typowych obudowach typu TO-5. Wersje o zwiększonej niezawodności do celów profesjonalnych oznaczano literą "S" po oznaczeniu typu.

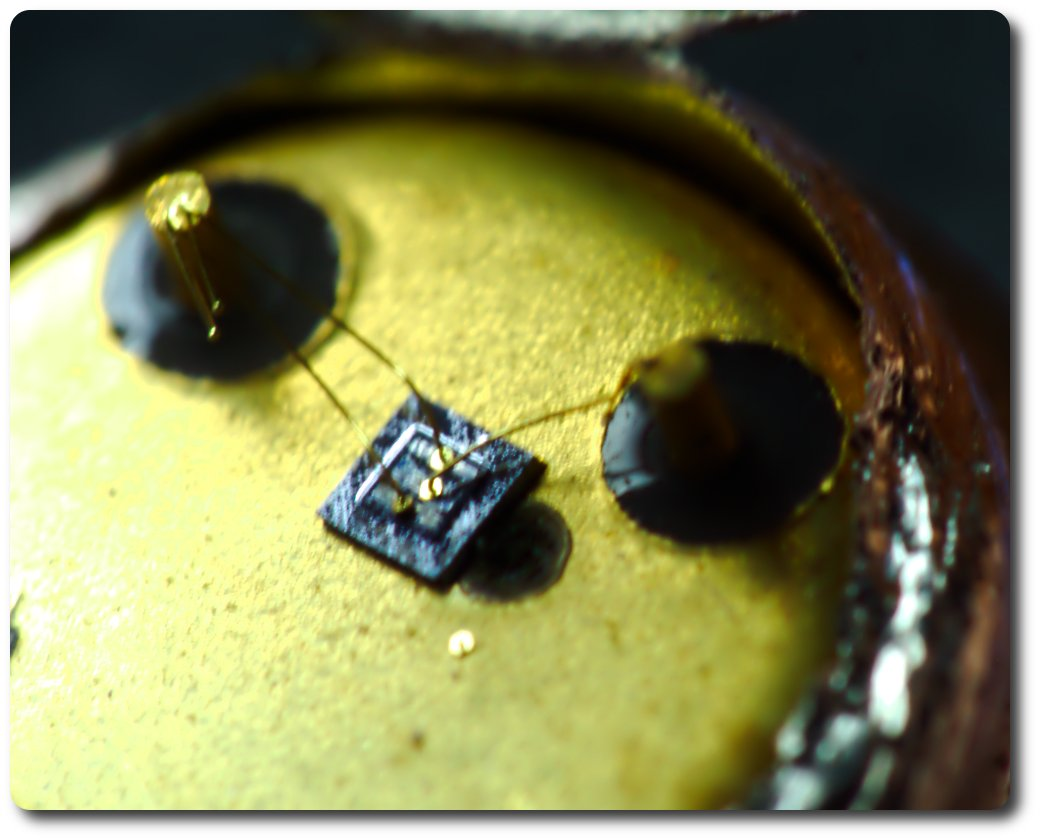
Wnętrze tranzystora BF505

## Charakterystyka
BF504-505 były krzemowymi tranzystorami mesa, małej mocy (dopuszczalna moc strat kolektora 300 mW) i wielkiej częstotliwości (częstotliwość graniczna 50MHz), typu npn. Poszczególne typy różniły się dopuszczalnym napięciem kolektora:
- BF504 - 15V,
- BF505 - 30V,
- BF506 - 45V.